# Addio giovinezza! (film 1927)
Addio giovinezza! è un film del 1927 diretto da Augusto Genina.